# 고쿠부정 (오사카부)
고쿠부정(일본어: 国分町)은 일본 오사카부 아스카베군·미나미카와치군에 설치되었던 정이다. 현재의 가시와라시에 해당한다.

## 역사
- 1889년 4월 1일 - 정촌제 시행으로 아스카베군 고쿠부촌(国分村)이 성립.
- 1896년 4월 1일 - 군의 통폐합으로 미나미카와치군 소속이 됨.
- 1931年4월 1일 - 다마테촌과 합병하여 새로이 고쿠부촌이 됨.
- 1941年4월 1일 - 정제 시행으로 고쿠부정(国分町)이 됨.
- 1956年9월 30일 나카카와치군 가시와라정과 합병하여 가시와라정이 됨.